# آب‌فشان (ابزار)
آب فشان یا پیسِت (به انگلیسی: Wash bottle) یکی از ابزارهای آزمایشگاهی می‌باشد  که از یک بطری پلاستیکی و یک نازل در بالای آن تشکیل شده‌است.از این ابزار برای شست‌وشوی  ابزارهای آزمایشگاهی مانند لوله آزمایش و بالن ته گرد استفاده می‌شود.
عملکرد این وسیله به این ترتیب است که با فشردن دست روی بطری پلاستیکی فشار داخل بطری افزایش یافته و مایع داخل بطری به صورت باریکه ای از سر نازل به بیرون می ریزد.